# Jean II de Frise orientale
Jean II (29 septembre 1538,  – 29 septembre 1591, ) est comte de Frise orientale de 1561 à sa mort.

## Biographie
En 1559, Jean accompagna son frère Edzard à ses noces à Stockholm et eut une liaison avec la princesse Cécile, fille du roi Gustave Ier. Cela lui valut l'arrestation, et il n'échappa à la condamnation à mort que par l'intercession de la reine Élisabeth Ire d'Angleterre. Jean ne se maria jamais.
À la mort de leur cadet Christophe (1566), la rivalité entre les deux frère Edzard et Jean, déjà latente, éclata au grand jour : cette rivalité affaiblit le pouvoir princier et favorisa les aristocrates frisons et les bourgeois d'Emden ; d'un autre côté, cette lutte fratricide assura finalement la liberté de culte en Frise-Orientale : aucun des deux frères ne parvenant à s'imposer, Edzard ne put mener à terme la conversion entière du pays au luthéranisme.
À la mort de Jean en 1591, Edzard II put enfin exercer seul l'autorité comtale en Frise-Orientale, mais son autorité était désormais très affaiblie par 25 années de lutte stérile. L'affaiblissement du pouvoir princier marque les prémices de la révolution d'Emden (18 mars - 15 juillet 1595) qui aboutit à l'autonomie de cette ville.